# Liste der Stadtpräsidenten von Lausanne
Die Liste der Stadtpräsidenten von Lausanne listet chronologisch alle Stadtpräsidenten der Schweizer Stadt Lausanne auf.

## Titel und Funktion des Stadtpräsidenten
Der Stadtpräsident trägt in der französischen Sprache den Titel syndic de Lausanne. Seine Funktion besteht darin, den Stadtrat (französisch conseil municipal) zu präsidieren und ebenfalls Sitzungen zu leiten.

## Geschichte
Seit der Gründung des Kantons Waadt wurde die Stadt Lausanne lange Zeit von Vertretern bürgerlicher Parteien regiert. Der erste Präsident war Samuel Jacques Hollard, der konservativ politisierte. Im Jahr 1934 wurde mit Arthur Maret erstmals ein Mitglied der Sozialdemokraten als Präsident gewählt, welcher bis 1937 im Amt war. Danach wechselten sich die FDP und die SP jeweils mit dem Präsidium ab. Seit 1990 ist die Stadtführung politisch gesehen in linker Hand, 2016 löste der Sozialdemokrat Grégoire Junod den Grünen Daniel Brélaz ab.
Mit Pierre Graber, Georges-André Chevallaz und Jean-Pascal Delamuraz wurden insgesamt drei syndics später in den Schweizer Bundesrat gewählt. Seit 1803 gehörten elf Mitglieder der FDP, fünf der SP und je einer der LPS, resp. der Grünen an. Sieben weitere hatten eine liberale Einstellung, zwei eine konservative.

## Die Stadtpräsidenten

### Erklärungen der Titel
- Amtszeit: Die Amtsdauer des jeweiligen Präsidenten
- Person: Der Name des Politikers
- Partei: Seine Parteizugehörigkeit
- Geboren: Sein Geburtsjahr
- Gestorben: Sein Todesjahr

### Parteiabkürzungen
- FDP: Freisinnig-Demokratische Partei
- Grüne: Grüne Partei der Schweiz
- LPS: Liberale Partei der Schweiz
- SP: Sozialdemokratische Partei der Schweiz

### Liste

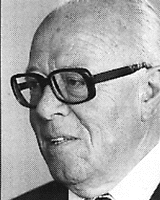
Pierre Graber
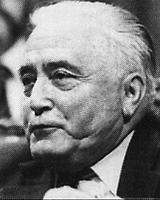
Georges-André Chevallaz
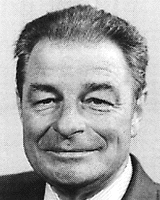
Jean-Pascal Delamuraz
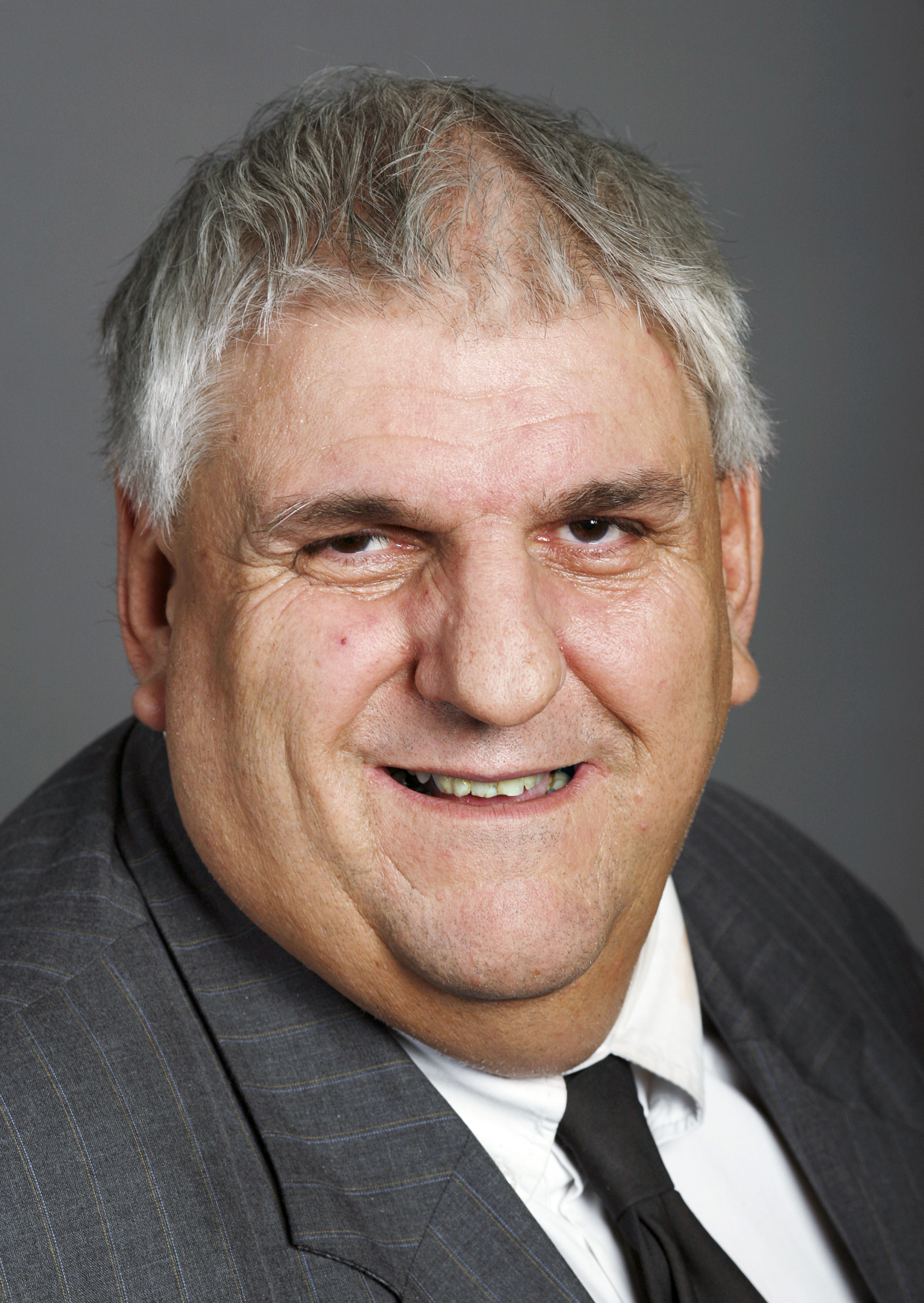
Daniel Brélaz
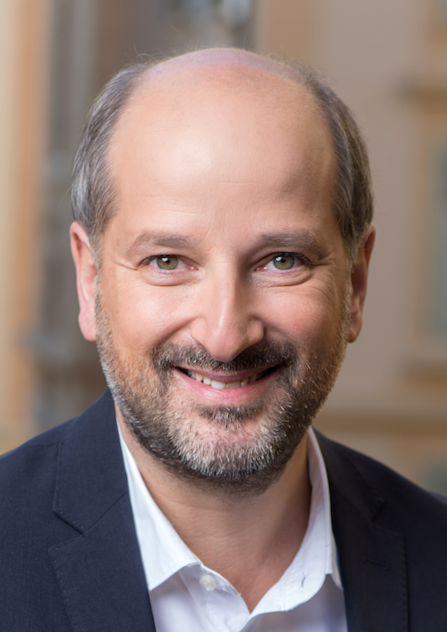
Grégoire Junod

| Amtszeit  | Person                  | Partei      | Geboren | Gestorben |
| --------- | ----------------------- | ----------- | ------- | --------- |
| 1803–1815 | Samuel Jacques Hollard  | konservativ | 1759    | 1832      |
| 1815–1842 | Charles-Marc Secretan   | liberal     | 1773    | 1842      |
| 1843–1848 | Édouard Dapples         | liberal     | 1807    | 1887      |
| 1848–1857 | Victor Gaudard          | konservativ | 1797    | 1871      |
| 1857–1867 | Édouard Dapples         | liberal     | 1807    | 1887      |
| 1867–1882 | Louis Joël              | liberal     | 1823    | 1892      |
| 1882–1897 | Samuel Cuénoud          | FDP         | 1838    | 1912      |
| 1897      | Berthold van Muyden     | liberal     | 1852    | 1912      |
| 1898–1900 | Louis Gagnaux           | FDP         | 1851    | 1921      |
| 1900–1907 | Berthold van Muyden     | liberal     | 1852    | 1912      |
| 1907–1910 | André Schnetzler        | liberal     | 1855    | 1911      |
| 1911–1921 | Paul Maillefer          | FDP         | 1862    | 1929      |
| 1922–1924 | Arthur Freymond         | FDP         | 1879    | 1970      |
| 1924–1929 | Paul Rosset             | LPS         | 1872    | 1954      |
| 1930–1931 | Paul Perret             | FDP         | 1880    | 1947      |
| 1931–1933 | Emmanuel Gaillard       | FDP         | 1875    | 1956      |
| 1934–1937 | Arthur Maret            | SP          | 1892    | 1987      |
| 1938–1945 | Jules-Henri Addor       | FDP         | 1894    | 1953      |
| 1946–1949 | Pierre Graber           | SP          | 1908    | 2003      |
| 1950–1957 | Jean Peitrequin         | FDP         | 1902    | 1969      |
| 1958–1973 | Georges-André Chevallaz | FDP         | 1915    | 2002      |
| 1974–1980 | Jean-Pascal Delamuraz   | FDP         | 1936    | 1998      |
| 1981–1989 | Paul-René Martin        | FDP         | 1929    | 2002      |
| 1990–1998 | Yvette Jaggi            | SP          | 1941    |           |
| 1998–2002 | Jean-Jacques Schilt     | SP          | 1943    |           |
| 2002–2016 | Daniel Brélaz           | Grüne       | 1950    |           |
| seit 2016 | Grégoire Junod          | SP          | 1975    |           |